# Crenicichla lugubris
Crenicichla lugubris — вид цихлід, що походить із Південної Америки. Вона зустрічається в басейні річки Амазонка, в річках Бранку, Негро і Уатума в Бразилії; річки Ессекібо та річки Бранко в Гаяні; річка Корантийн у Суринамі. Цей вид сягає завдовжки 32,9 см (13,0 дюйм).